# Cryptocephalus evae
Cryptocephalus evae – gatunek chrząszcza z rodziny stonkowatych i podrodziny Cryptocephalinae.
Gatunek ten został opisany w 2002 roku przez Igora Łopatina.
Chrząszcz endemiczny dla Nepalu.